# Список дипломатичних місій Ізраїлю

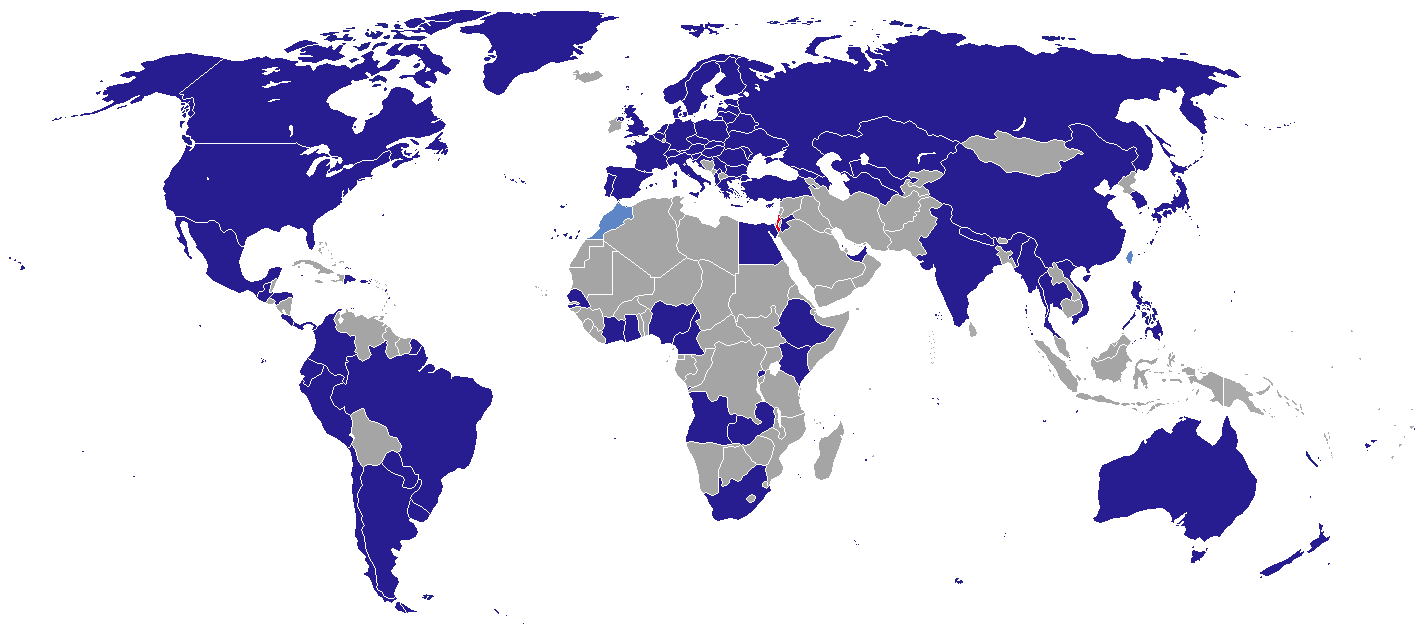
Дипломатичні місії Ізраїлю

Список дипломатичних місій Ізраїлю — містить 77 представництв у ранзі посольств, 20 — на рівні консульств та 5 спеціальних місій» в 163 країнах, які визнають Ізраїль.
Починаючи з самого виникнення держави Ізраїль у нього виникали проблеми з дипломатичним визнанням за кордоном. Після Шестиденної війни 1967 року і подальшого приєднання Ізраїлем територій на Західному березі річки Йордан, Синайського півострова, сектора Газа і Голанських висот дипломатичні відносини з ним розірвали більшість держав Африки та країн Східної Європи. Наприкінці 1970-х років Ізраїль поступово відновлює відносини з Єгиптом, на початку 1990-х — з Йорданією, і відкриває в цих країнах свої посольства. Після закінчення холодної війни знову з'являються його посольства в колишніх соціалістичних країнах Європи. В середині 1990-х відбувається обмін дипломатичними місіями Ізраїлю з низкою арабських і мусульманських країн — з Алжиром, Тунісом, Марокко, Нігером, Оманом і Катаром, проте згодом усі вони були закриті в знак протесту щодо проведеної Ізраїлем політики боротьби з терором на Близькому Сході. У свою чергу, Ізраїль розірвав дипломатичні відносини з Мавританією та Венесуелою, і закрив в цих країнах свої представництва у зв'язку з вкрай негативною реакцією цих держав з приводу проведеної Ізраїлем у Секторі Газа антитерористичної операції «Литий свинець», яка викликала значну кількість жертв також і серед мирного населення.

## Європа

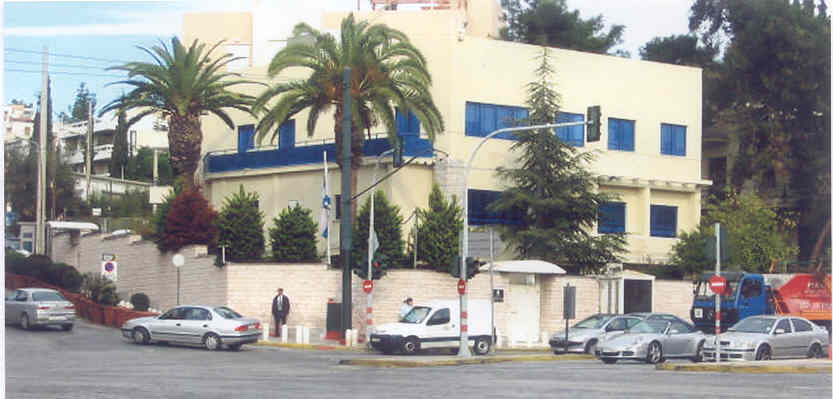
Посольство Ізраїля у Афінах

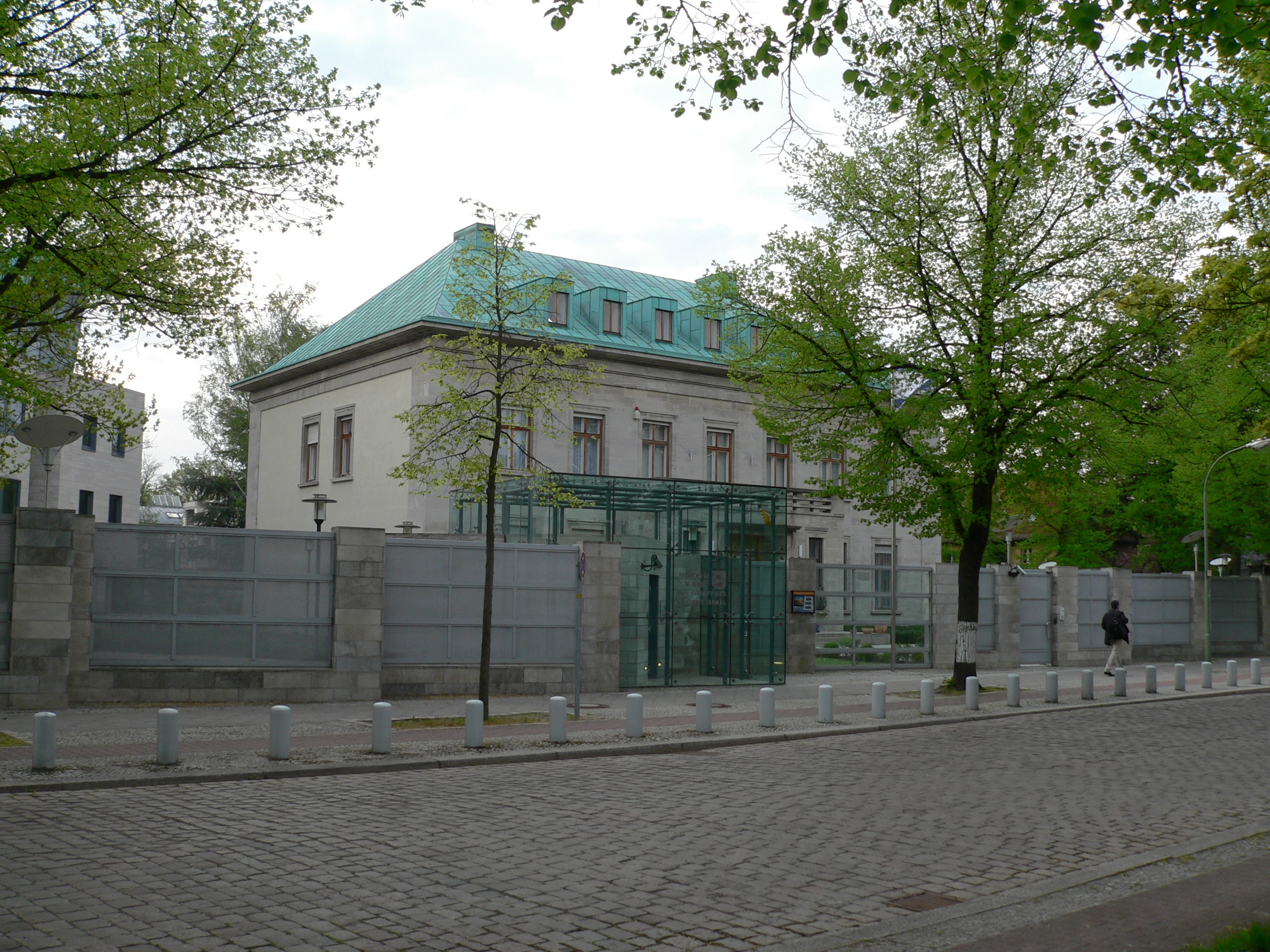
Посольство Ізраїля у Берліні

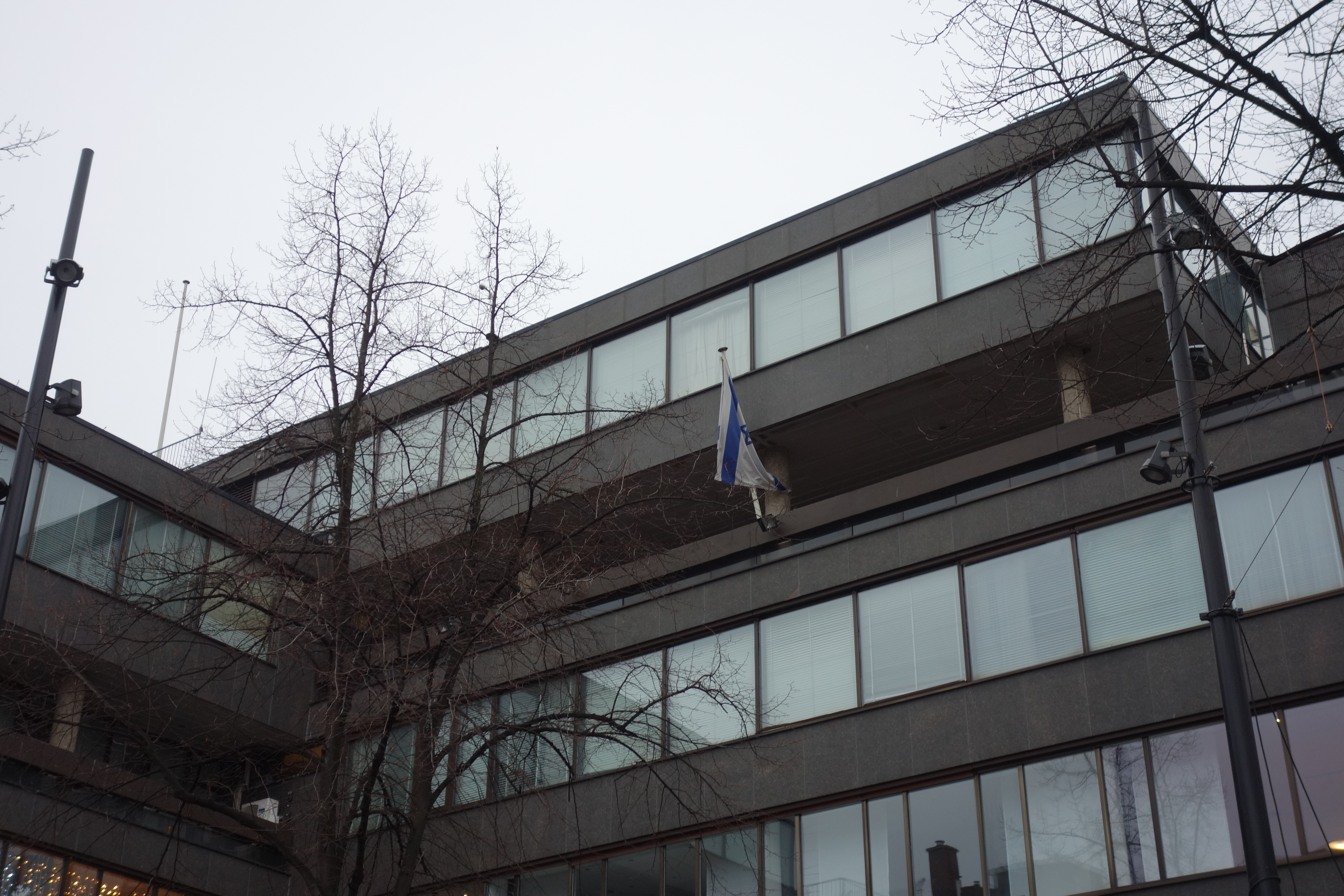
Посольство Ізраїля у Гаазі

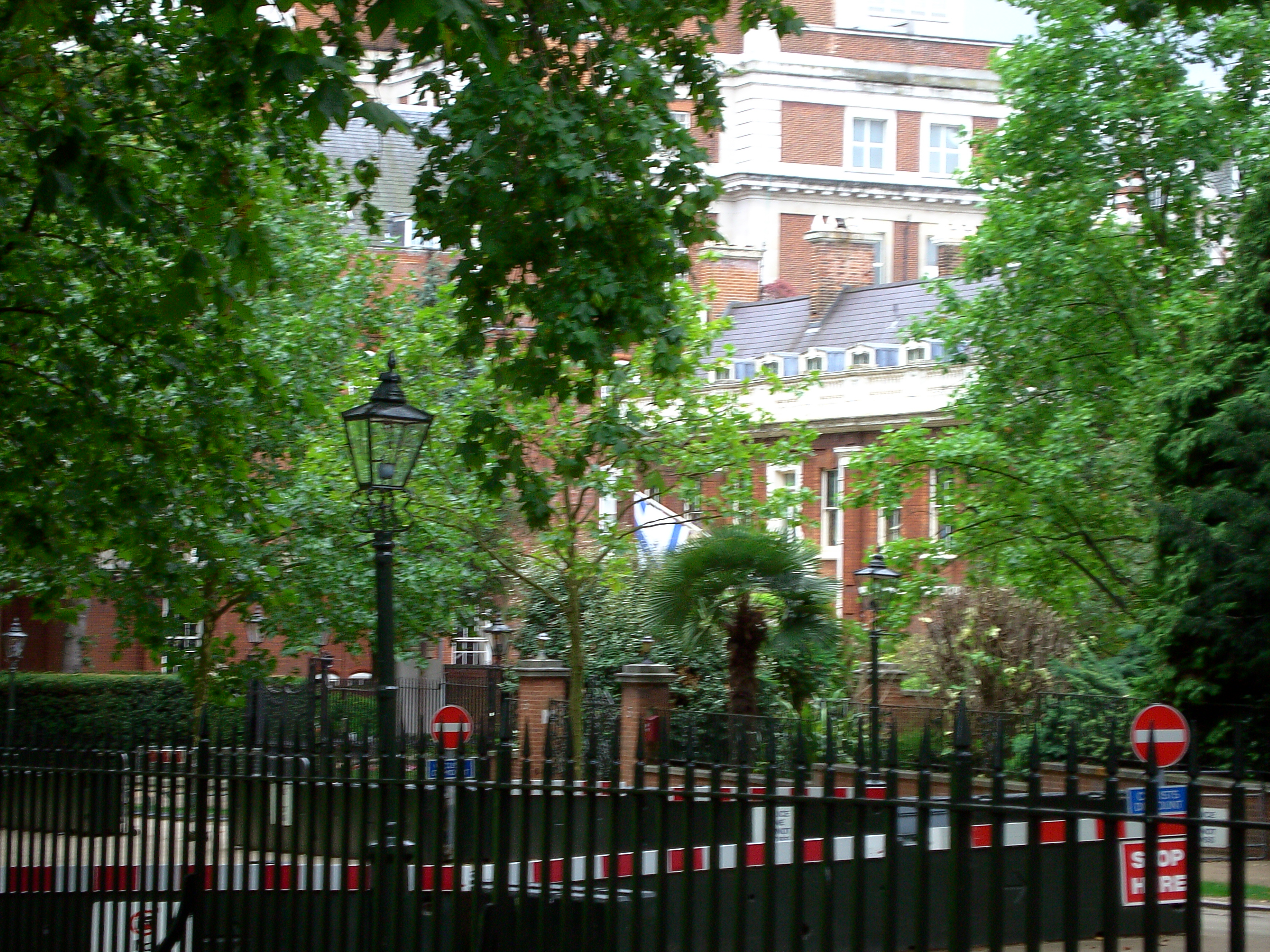
Посольство Ізраїля у Лондоні

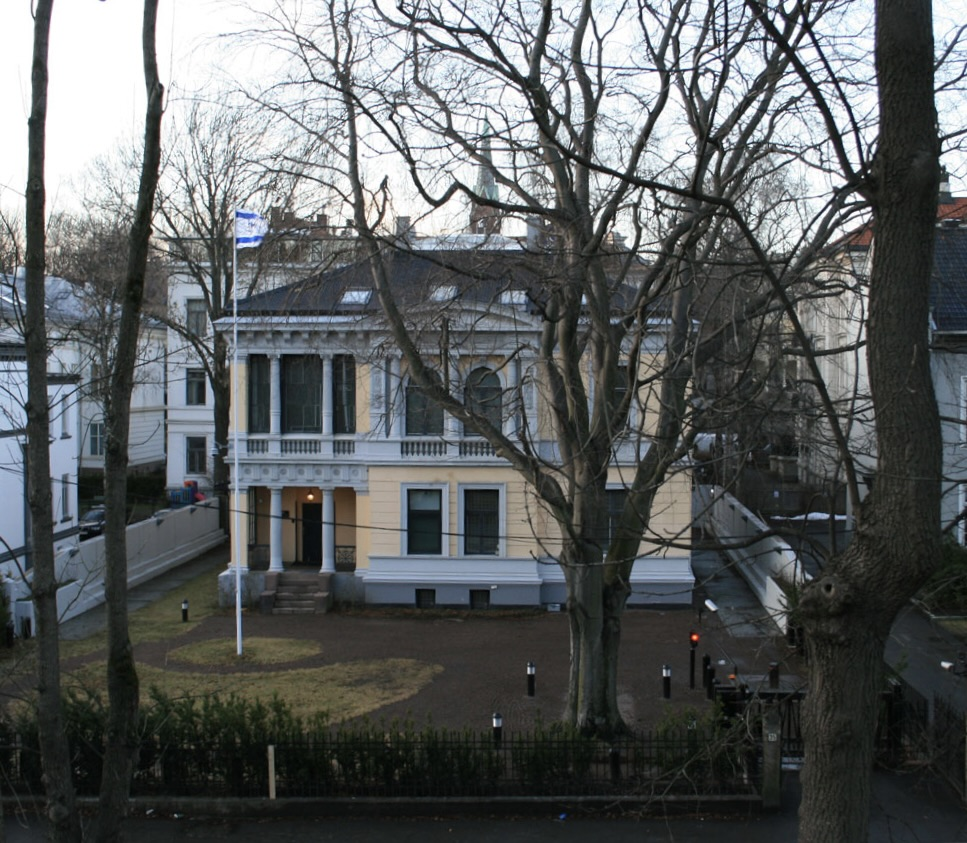
Посольство Ізраїля в Осло

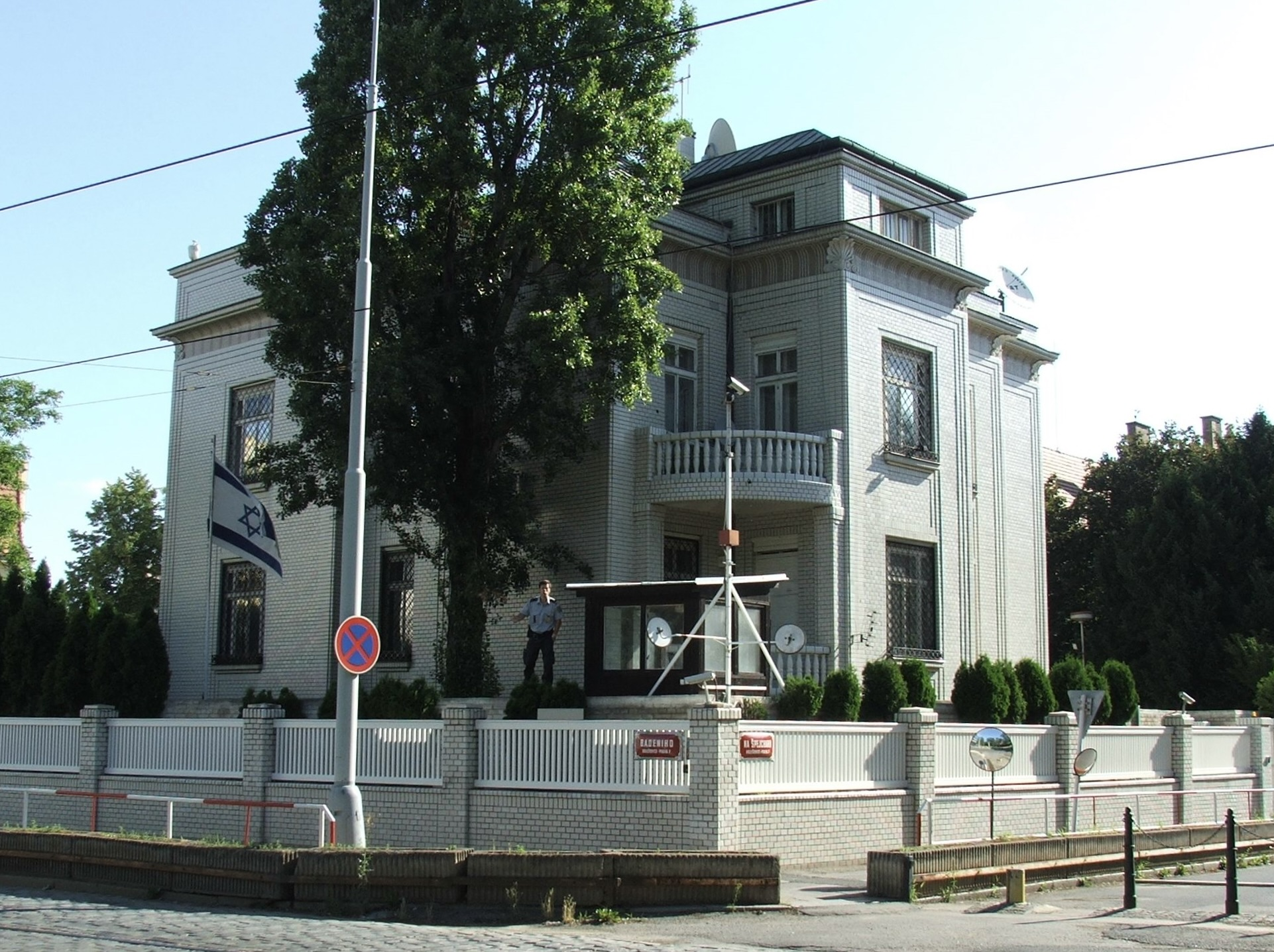
Посольство Ізраїля у Празі

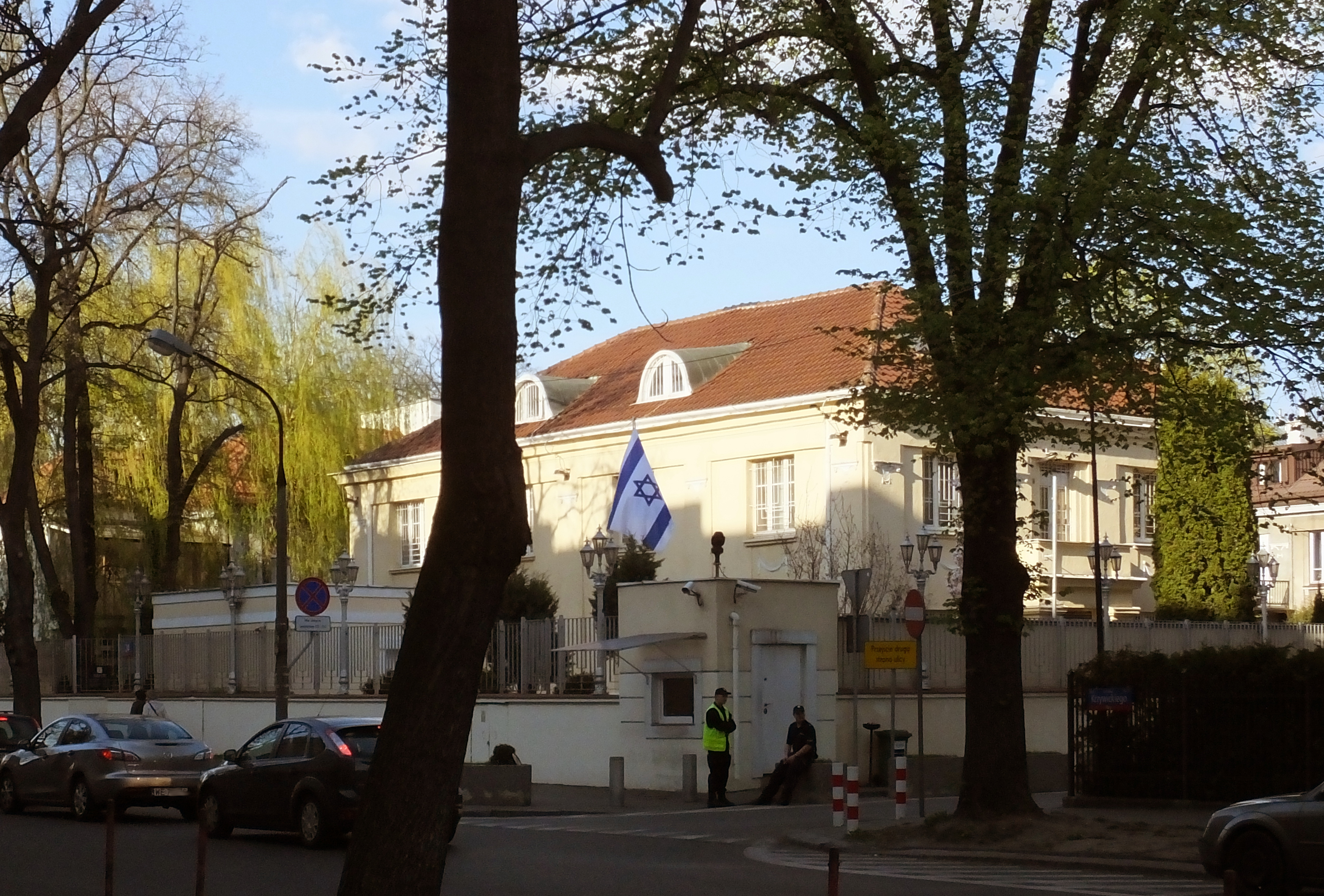
Посольство Ізраїля у Варшаві

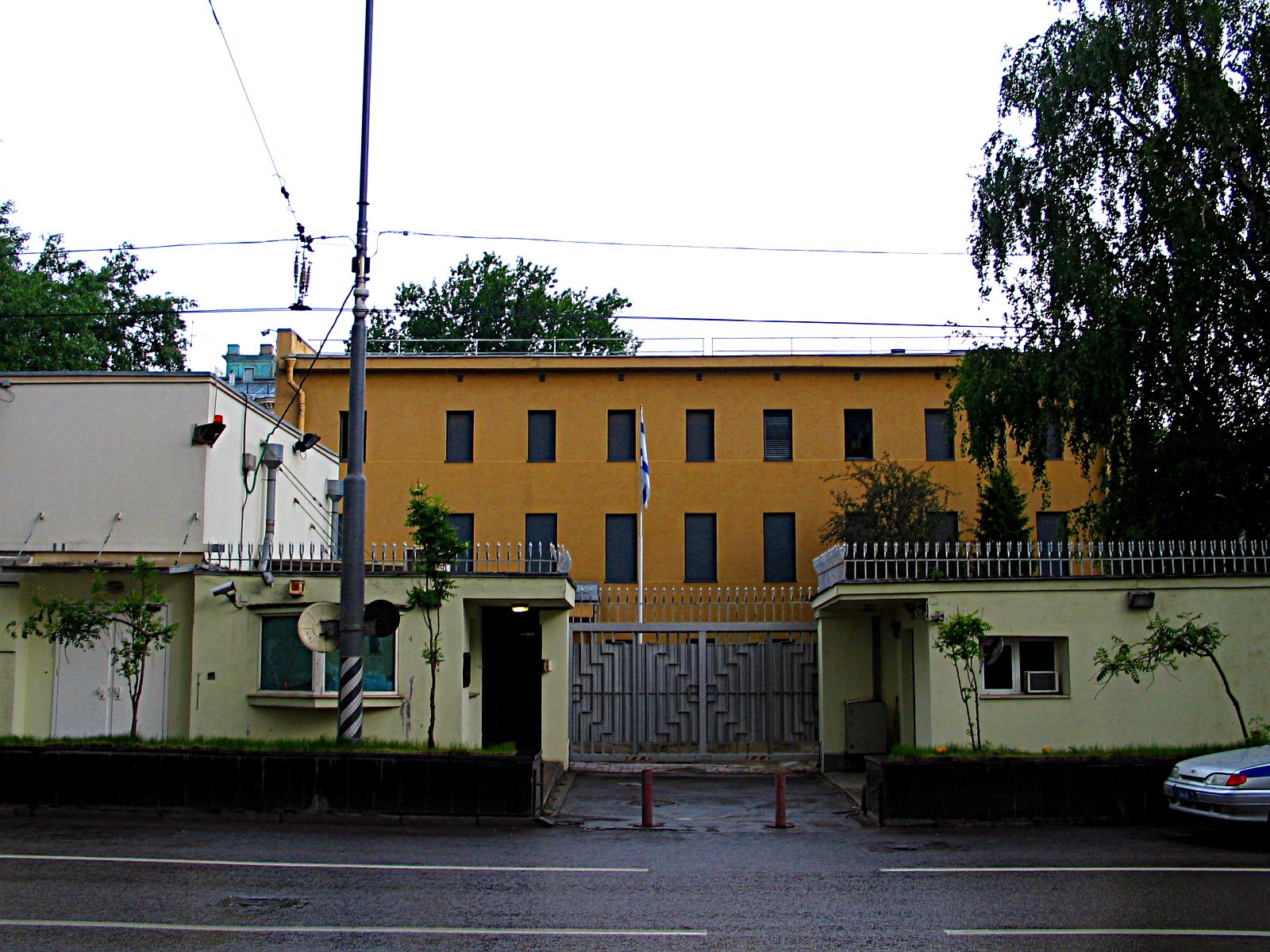
Посольство Ізраїля у Москві

- Австрія, Вена (посольство)
- Азербайджан, Баку (посольство)
- Албанія Тирана (посольство)
- Білорусь, Мінськ (посольство)
- Бельгія, Брюссель (посольство)
- Болгарія, Софія (посольство)
- Ватикан, Ватикан (посольство)
- Велика Британія, Лондон (посольство)
- Угорщина, Будапешт (посольство)
- Німеччина, Берлін (посольство)
  - Мюнхен (генеральне консульство)
- Греція, Афіни (посольство)
- Грузія, Тбілісі (посольство)
- Данія, Копенгаген (посольство)
- Ірландія, Дублін (посольство)
- Іспанія, Мадрид (посольство)
- Італія, Рим (посольство)
- Латвія, Рига (посольство)
- Молдова, Кишинів (посольство)
- Нідерланди, Гаага (посольство)
- Норвегія, Осло (посольство)
- Польща, Варшава (посольство)
- Португалія, Лісабон (посольство)
- Росія, Москва (посольство)
- Румунія, Бухарест (посольство)
- Сербія, Белград (посольство)
- Словаччина, Братислава (посольство)
- Туреччина, Анкара (посольство)
  - Стамбул (генеральне консульство)
- Україна, Київ (посольство)
- Фінляндія, Гельсінкі (посольство)
- Франція, Париж (посольство)
  - Марсель (генеральне консульство)
- Хорватія, Загреб (посольство)
- Чехія, Прага (посольство)
- Швейцарія, Берн (посольство)
- Швеція, Стокгольм (посольство)

## Північна Америка

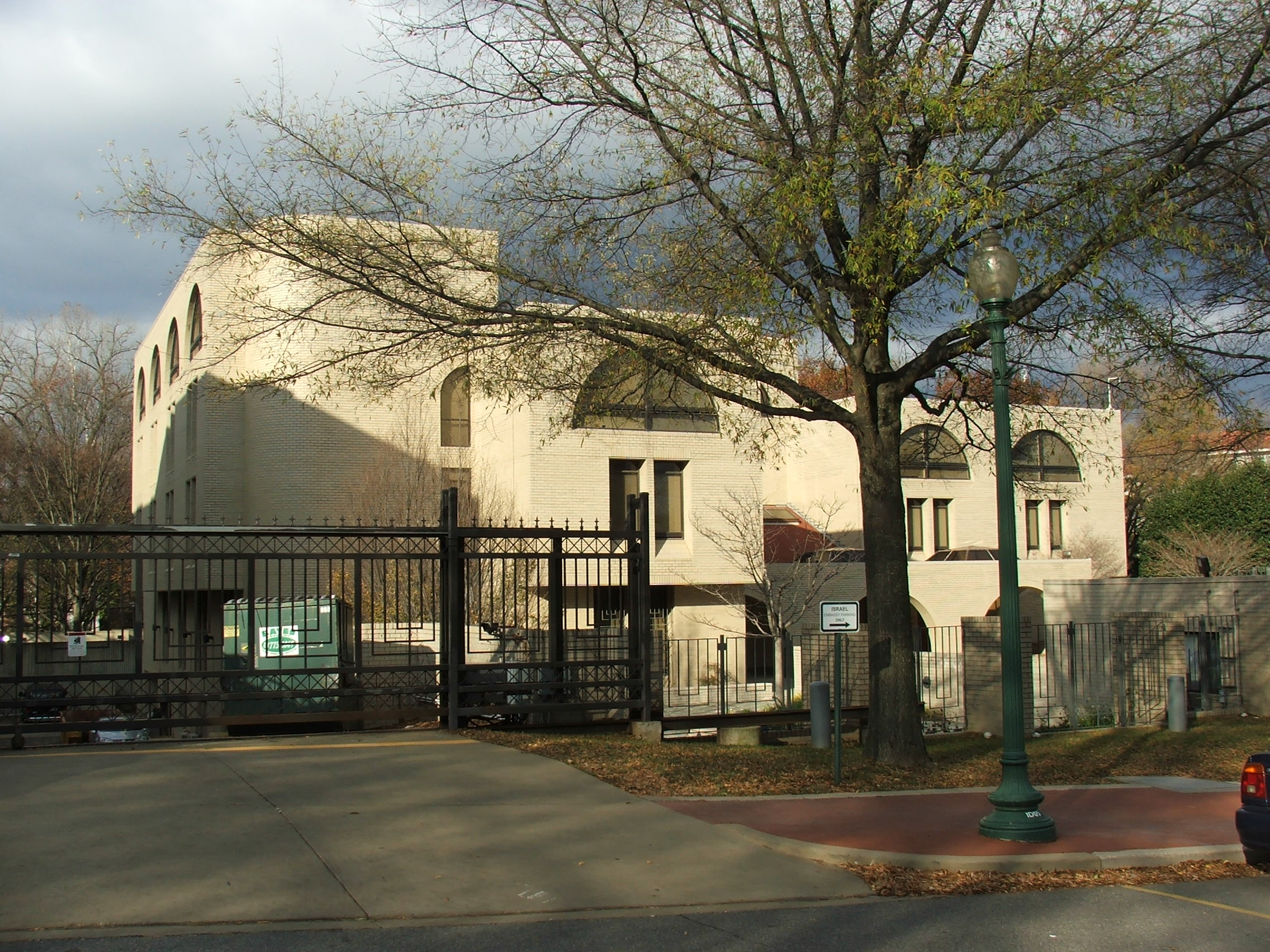
Посольство Ізраїля у Washington, D.C.

- Гватемала, Гватемала (посольство)
- Домініканська республіка, Санто-Домінго (посольство)
- Канада, Оттава (посольство)
  - Торонто (генеральне консульство)
  - Монреаль (генеральне консульство)
- Коста-Рика, Сан-Хосе (посольство)
- Мексика, Мехіко (посольство)
- Панама, Панама (посольство)
- Сальвадор, Сан-Сальвадор (посольство)
- США, Вашингтон (посольство)
  - Атланта (генеральне консульство)
  - Бостон (генеральне консульство)
  - Чикаго (генеральне консульство)
  - Хьюстон (генеральне консульство)
  - Лос-Анджелес (генеральне консульство)
  - Маямі (генеральне консульство)
  - Нью-Йорк (генеральне консульство)
  - Філадельфія (генеральне консульство)
  - Сан-Франциско (генеральне консульство)

## Південна Америка

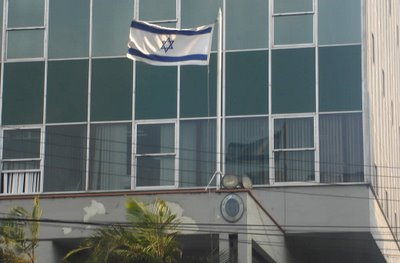
Посольство Ізраїля в Лімі

- Аргентина, Буенос-Айрес (посольство)
- Бразилія, Бразиліа(посольство)
  - Сан-Паулу (генеральне консульство)
- Колумбія, Богота (посольство)
- Перу, Ліма (посольство)
- Уругвай, Монтевідео (посольство)
- Чилі, Сантьяго (посольство)
- Еквадор, Кіто (посольство)

## Азія
- В'єтнам, Ханой (посольство)
- Індія, Нью-Делі (посольство)
  - Мумбаї (генеральне консульство)
- Йорданія, Амман (посольство)
- Кіпр, Нікосія (посольство)
- КНР, Пекін (посольство)
  - Гуанчжоу (генеральне консульство)
  - Гонконг (генеральне консульство)
  - Шанхай (генеральне консульство)
- Казахстан, Алмати (посольство)
- Південна Корея, Сеул (посольство)
- М'янма, Янгон (посольство)
- Непал, Катманду (посольство)
- Сингапур, Сингапур (посольство)
- Тайвань, Тайбэй (отделение по экономике и культуре)
- Таїланд, Бангкок (посольство)
- Туркменістан, Ашхабад (посольство)
- Узбекистан, Ташкент (посольство)
- Філіппіни, Маніла (посольство)
- Японія, Токіо (посольство)

## Африка
- Ангола, Луанда (посольство)
- Гана, Аккра (посольство)
- Єгипет, Каїр (посольство)
  - Александрія (генеральне консульство)
- Камерун, Яунде (посольство)
- Кенія, Найробі (посольство)
- Кот д'Івуар, Абіджан (посольство)
- Нігерія, Абуджа (посольство)
- Сенегал, Дакар (посольство)
- Еритрея, Асмара (посольство)
- Ефіопія, Аддис-Абеба (посольство)
- ПАР, Преторія (посольство)
- Руанда, Кігалі (посольство)

## Океанія
- Австралія, Канберра (посольство)
- Нова Зеландія, Веллінгтон (посольство)

## Міжнародні організації
- Брюссель (постійна місія при ЄС)
- Женева (постійна місія при ООН)
- Нью-Йорк (постійна місія при ООН)
- Париж (постійна місія при ООН)
- Відень (постійна місія при ООН)